# Carl von Linné jr.
Carl von Linnè jr. (Falun, 20 gennaio 1741 – Uppsala, 1º novembre 1783) è stato un naturalista svedese.
È noto anche come Linnaeus filius per distinguerlo dal ben più famoso padre.